# Aisin-gioro
Aisin-gioro (manchuriska: se text till höger, kinesiska: Aìxīnjuéluó 愛新覺羅) är klannamnet för Qingdynastins kejsare, liksom för Pu Yis kortlivade marionettstat Manchukuo och många om än långt ifrån alla nu levande ättlingar till det kejserliga huset. Aisin betyder 'guld' på manchuriska vilket passade bra eftersom Nurhaci, som enade manchurerna, döpte sin 1616 utropade dynasti till Amaga aisin gurun (, Senare Jin, 'guld', på kinesiska). Jin, Aisin gurun, var också namnet på den tidigare dynasti som skapats av jurchen, manchurernas föregångare. Eventuellt tillhörde Nurhaci klanen Gioro och lade till Aisin för att särskilja sin del av klanen, men den vanligare förklaringen är att gioro helt enkelt betyder klan.
Senare Jindynastin bytte senare namn till Qing, eller Stora Qing (manchuriska; Daicing gurun), sedan kejsaren Hung Taiji mottagit Yuandynastins kejserliga stämpel av sonen till mongolernas siste storkhan, Ligden khan 1636 .
Efter Qingdynastins fall 1911 bytte många i den månghövdade klanen till kinesiska familjenamn och då vanligen till just Jin (金).

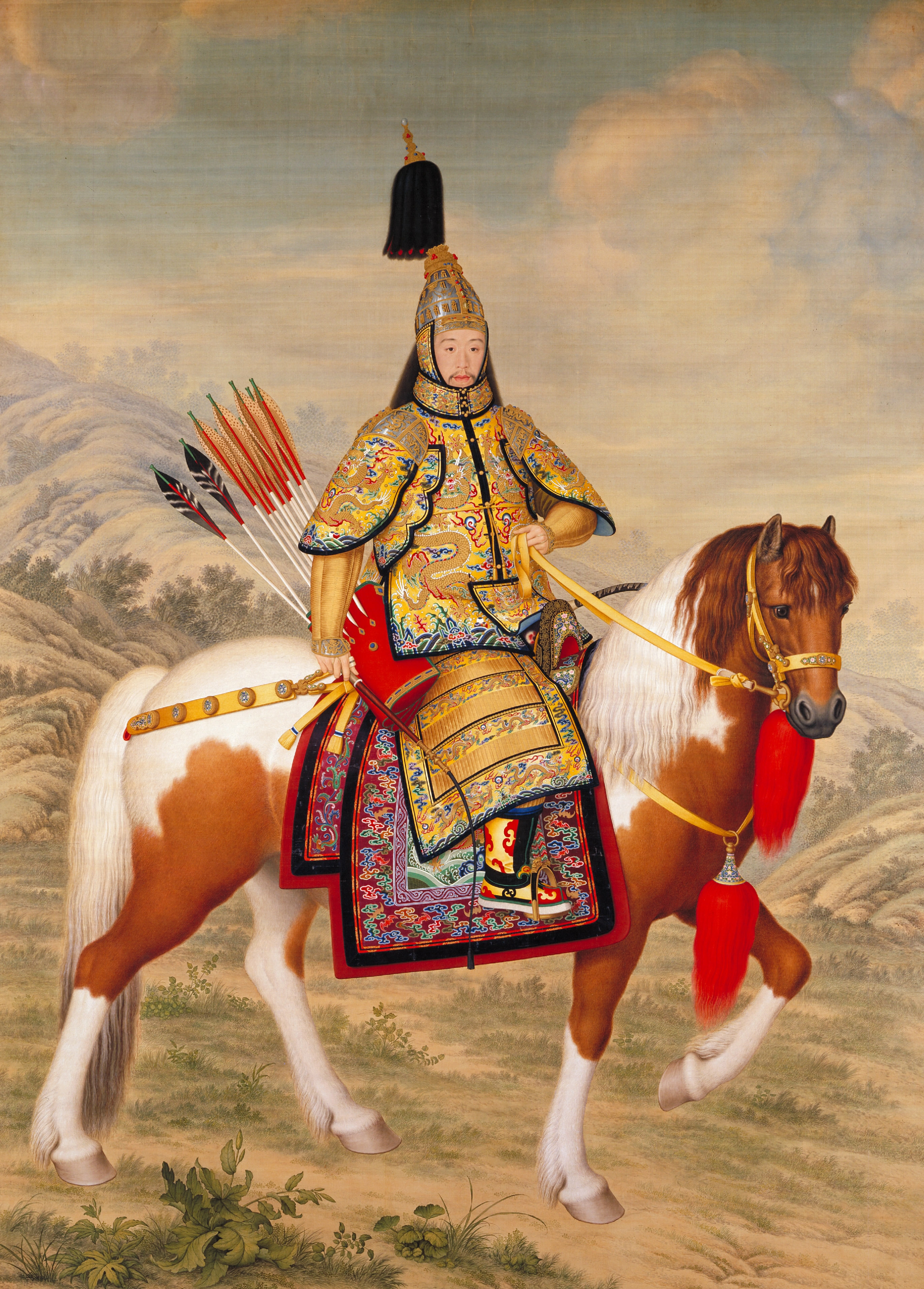
Qianlong-kejsaren till häst, målning av Giuseppe Castiglione, 1739 eller 1758